# Панела (сыр)
Панела (исп. Queso Panela) — мексиканский мягкий белый сыр, также известный под названием «сыр из белой корзинки». К столу его подают теплым.

## Описание
Часто используемое название сыра панела — «сыр из белой корзинки» произошло из-за характерных отпечатках на боках сырной головки. Сыр панела обладает способностью легко поглощать запахи. Он может быть подан к столу в качестве закуски, а может быть подан вместе с коктейлем. Перед подачей сыр предварительно оборачивают обжаренными листьями авокадо и чесночно-перечной пастой. В книге «Мексиканская кухня шаг за шагом» сыр Панела называется особым мексиканским продуктом. Его часто используют как ингредиент для приготовления блюд национальной кухни. Панела относится к категории свежих сыров, а для них характерен кисломолочный солоноватый вкус и однородная консистенция, также производители не делят мягкие сыры на сорта.